# Telmatoscopus varitarsis
Telmatoscopus varitarsis är en tvåvingeart som först beskrevs av Charles Howard Curran 1924.  Telmatoscopus varitarsis ingår i släktet Telmatoscopus och familjen fjärilsmyggor. Inga underarter finns listade i Catalogue of Life.